# Chalet (satellite)
Pour les articles homonymes, voir Chalet et Chalet (homonymie).
Chalet (rebaptisée successivement Vortex puis Mercury est  une famille de satellites militaires de renseignement d'origine électromagnétique (COMINT/ELINT/SIGINT) développée par les États-Unis et  mis  en œuvre à la fin années 1970 et durant la décennie 1980. Ils prennent la suite des satellites Canyon. Comme ces derniers ils sont placés sur une orbite quasi géosynchrone et ils utilisent une antenne parabolique de grande taille (38 mètres de diamètre) déployée en orbite pour intercepter les communications. Six satellites de ce type ont été placés en orbite. Ils ont été remplacés par la série des Mercury. 

## Historique
Les satellites de renseignement d'origine électromagnétique (SIGINT en anglais) constituent, avec les satellites d'imagerie, les deux piliers du segment spatial du renseignement militaire moderne. La première série significative de satellites de ce type est la famille des  Canyon. Ces satellites sont développés dans le cadre du programme A de la NRO (l'agence créée pour gérer les satellites de reconnaissance) et développés sous l'égide de l'Armée de l'Air américaine. Il s'agit d'un programme secret qui ne sera rendu public que 20 ans après son achèvement. Les spécialistes du domaine ont longtemps cru qu'il s'agissait d'un programme destiné à détecter le lancement de missiles balistiques. Ces satellites sont construits par Lockheed fournisseur traditionnel des satellites de l'US Air Forces. Les Canyons interceptent les communications émises en microondes et VHF. À cet effet ils sont placés sur une orbite quasi géosynchrone à très haute altitude (40 000 km) ce qui permet par triangulation de déterminer la source de ces émissions radio (COMINT). Le satellite est fixé sur un étage Agena D au lancement mais on ne dispose pas d'éléments permettant de savoir si celui-ci est utilisé pour placer le satellite sur son finale ou si ce rôle est pris en charge par un moteur-fusée à propergol solide solidaire du satellite. 
La série des Canyon est remplacée par les satellites Chalet à compter de la fin des années 1970. Ces satellites déploient en orbite une antenne de plus grande taille (38 mètres de diamètre). Cette série est rebaptisée Vortex à la suite d'indiscrétions révélant son existence au public puis Mercury. Le premier exemplaire est uniquement consacré à l'interception des communications humaines contrairement à la série qui l'a précédé. À compter du deuxième exemplaire, les Chalet sont capables d'intercepter les données transmises par les missiles en vol. La série se caractérisera par une longévité particulièrement importante (plus de 25 ans pour Chalet 10) et fournissent des données jusque dans la décennie 2000. Ils sont remplacés par la série des Mercury.

## Caractéristiques techniques
Le satellite Chalet a une masse évaluée à 932 kg. Il dispose d'une antenne d'un diamètre d'environ 38 mètres déployée en orbite et utilisée pour intercepter les communications militaires. Le satellite est stabilisé par gradient de gravité et l'antenne parabolique est attaché au corps central par un bras articulé qui permet de l'orienter vers un point précis de la surface.

## Historique des lancements
Tous les lancements des Chalet ont eu lieu depuis le pas de tir LC-40 de la base de lancement de Cape Canaveral en Floride.
| Désignation                                               | Date de lancement | Lanceur         | Identifiant Cospar | Remarques                                |
| --------------------------------------------------------- | ----------------- | --------------- | ------------------ | ---------------------------------------- |
| Chalet 8 → Vortex 8 (Mission 7508, OPS 9454)              | 10 juin 1978      | Titan-3(23)C    | 1978-058A          |                                          |
| Chalet 9 → Vortex 9 (Mission 7509, OPS 1948)              | 1er octobre 1979  | Titan-3(23)C    | 1979-086A          |                                          |
| Chalet 10 → Vortex 10 (Mission 7510, OPS 4029)            | 31 octobre 1981   | Titan-3(23)C    | 1981-107A          | Le satellite a fonctionné plus de 25 ans |
| Chalet 11 → Vortex 11 (Mission 7511, OPS 0441)            | 31 janvier 1984   | Titan-Transtage | 1988-077A          |                                          |
| Chalet 12 → Vortex 12 → Mercury 12 (Mission 7512, USA 31) | 2 septembre 1988  | Titan-Transtage | 1989-035A          | Défaillance du satellite en orbite       |
| Chalet 13 → Vortex 13 → Mercury 13 (Mission 7513, USA 37) | 10 mai 1989       | Titan-Transtage | 1975-055A          |                                          |